# Campionat del Món de ciclisme en contrarellotge femení
El Campionat del món de ciclisme en contrarellotge femení és una cursa ciclista realitzada alhora que el Campionat del Món de ciclisme en ruta femení.
Des de 1994 es realitza aquesta prova Contrarellotge individual que també proporciona un mallot arc iris específic en aquesta competició.

## Palmarès

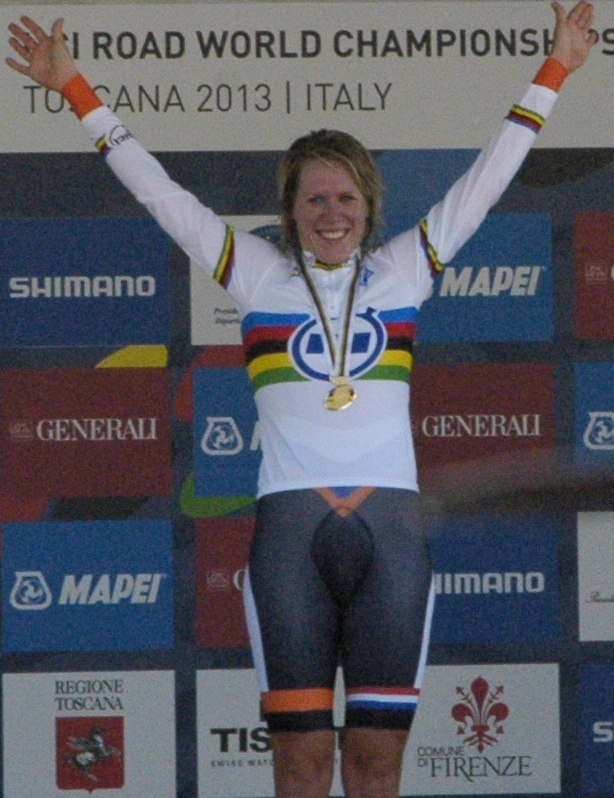
Ellen van Dijk (2013).

| Any  | Or                       | Argent               | Bronze                  | Seu         |
| ---- | ------------------------ | -------------------- | ----------------------- | ----------- |
| 1994 | Karen Kurreck            | Anne Samplonius      | Jeannie Longo           | Agrigento   |
| 1995 | Jeannie Longo            | Clara Hughes         | Kathryn Watt            | Duitama     |
| 1996 | Jeannie Longo (2)        | Catherine Marsal     | Alessandra Cappellotto  | Lugano      |
| 1997 | Jeannie Longo (3)        | Zoulfia Zabirova     | Judith Arndt            | Donòstia    |
| 1998 | Leontien van Moorsel     | Zoulfia Zabirova     | Hanka Kupfernagel       | Valkenburg  |
| 1999 | Leontien van Moorsel (2) | Anna Wilson          | Edita Pucinskaite       | Verona      |
| 2000 | Mari Holden              | Jeannie Longo        | Rasa Polikeviciute      | Plouay      |
| 2001 | Jeannie Longo (4)        | Nicole Brändli       | Teodora Ruano           | Lisboa      |
| 2002 | Zoulfia Zabirova         | Nicole Brändli       | Karin Thürig            | Zolder      |
| 2003 | Joane Somarriba          | Judith Arndt         | Zoulfia Zabirova        | Hamilton    |
| 2004 | Karin Thürig             | Judith Arndt         | Zoulfia Zabirova        | Verona      |
| 2005 | Karin Thürig (2)         | Joane Somarriba      | Kristin Armstrong       | Madrid      |
| 2006 | Kristin Armstrong        | Karin Thürig         | Christine Thorburn      | Salzburg    |
| 2007 | Hanka Kupfernagel        | Kristin Armstrong    | Christiane Soeder       | Stuttgart   |
| 2008 | Amber Neben              | Christiane Soeder    | Judith Arndt            | Varese      |
| 2009 | Kristin Armstrong (2)    | Noemi Cantele        | Linda Melanie Villumsen | Mendrisio   |
| 2010 | Emma Pooley              | Judith Arndt         | Linda Villumsen         | Melbourne   |
| 2011 | Judith Arndt             | Linda Villumsen      | Emma Pooley             | Copenhaguen |
| 2012 | Judith Arndt (2)         | Evelyn Stevens       | Linda Villumsen         | Valkenburg  |
| 2013 | Ellen van Dijk           | Linda Villumsen      | Carmen Small            | Florència   |
| 2014 | Lisa Brennauer           | Hanna Solovey        | Evelyn Stevens          | Ponferrada  |
| 2015 | Linda Villumsen          | Anna van der Breggen | Lisa Brennauer          | Richmond    |
| 2016 | Amber Neben (2)          | Ellen van Dijk       | Katrin Garfoot          | Doha        |
| 2017 | Annemiek van Vleuten     | Anna van der Breggen | Katrin Garfoot          | Bergen      |
| 2018 | Annemiek van Vleuten (2) | Anna van der Breggen | Ellen van Dijk          | Innsbruck   |
| 2019 | Chloé Dygert             | Anna van der Breggen | Annemiek van Vleuten    | Yorkshire   |
| 2020 | Anna van der Breggen     | Marlen Reusser       | Ellen van Dijk          | Imola       |
| 2021 | Ellen van Dijk (2)       | Marlen Reusser       | Annemiek van Vleuten    | Lovaina     |
| 2022 | Ellen van Dijk (3)       | Grace Brown          | Marlen Reusser          | Wollongong  |
| 2023 | Chloé Dygert (2)         | Grace Brown          | Christina Schweinberger | Glasgow     |
| 2024 | Grace Brown              | Demi Vollering       | Chloé Dygert            | Zúric       |

## Classificiació per país
| Posició | País          | Or | Plata | Bronze | Total |
| 1       | Països Baixos | 8  | 6     | 4      | 18    |
| 2       | Estats Units  | 8  | 2     | 5      | 15    |
| 3       | Alemanya      | 4  | 3     | 4      | 11    |
| 4       | França        | 4  | 2     | 1      | 7     |
| 5       | Suïssa        | 2  | 5     | 2      | 9     |
| 6       | Austràlia     | 1  | 3     | 3      | 7     |
| 7       | Rússia        | 1  | 2     | 2      | 5     |
| 7       | Nova Zelanda  | 1  | 2     | 2      | 5     |
| 9       | Espanya       | 1  | 1     | 1      | 3     |
| 10      | Regne Unit    | 1  | 0     | 1      | 2     |
| 11      | Canadà        | 0  | 2     | 0      | 2     |
| 12      | Àustria       | 0  | 1     | 2      | 3     |
| 13      | Itàlia        | 0  | 1     | 1      | 2     |
| 14      | Ucraïna       | 0  | 1     | 0      | 1     |
| 15      | Lituània      | 0  | 0     | 2      | 2     |
| 16      | Dinamarca     | 0  | 0     | 1      | 1     |

## Vencedores múltiples
| Títols | Corredora                  | Edicions               |
| ------ | -------------------------- | ---------------------- |
| 4      | Jeannie Longo (FRA)        | 1995, 1996, 1997, 2001 |
| 3      | Ellen van Dijk (NED)       | 2013, 2021, 2022       |
| 2      | Leontien van Moorsel (NED) | 1998, 1999             |
| 2      | Karin Thürig (SUI)         | 2004, 2005             |
| 2      | Kristin Armstrong (EUA)    | 2006, 2009             |
| 2      | Judith Arndt (GER)         | 2011, 2012             |
| 2      | Amber Neben (EUA)          | 2008, 2016             |
| 2      | Annemiek van Vleuten (NED) | 2017, 2018             |
| 2      | Chloe Dygert (EUA)         | 2019, 2023             |